# Angela Nikoletti
Angela Nikoletti (Magrè sulla Strada del Vino, 31 maggio 1905 – Cortaccia sulla Strada del Vino, 30 ottobre 1930) è stata un'insegnante austriaca con cittadinanza italiana nelle scuole clandestine in lingua tedesca, le Katakombenschulen, durante il periodo fascista in Alto Adige.

## Infanzia e gioventù
Angela Nikoletti nacque a Magrè sulla Strada del Vino il 31 maggio 1905. I suoi genitori furono Hans Nikoletti e Ida Peer. La famiglia Nikoletti conduceva una vita molto semplice. Il padre di Angela, per motivi di lavoro, era molto spesso assente e nell'anno 1914 venne richiamato alle armi a seguito dello scoppio della Prima Guerra Mondiale. La madre lavorava a Bolzano ma a causa della sua salute cagionevole trascorse lunghi periodi di tempo presso l'ospedale della città. Angela non ebbe pertanto un forte legame con i genitori. Fu allevata e visse principalmente con la zia Angela Peer a Cortaccia sulla Strada del Vino.
Angela dimostrò fin da piccola di essere molto intelligente e sensibile. Da giovane ragazza rimase segnata dagli avvenimenti storici del tempo, la prima guerra mondiale, la disfatta asburgica e la conseguente annessione all'Italia dell'Alto Adige. Con l'avvento del fascismo cominciò così il processo di Italianizzazione della Provincia di Bolzano. La tredicenne Angela assistette in prima persona alla soppressione della cultura locale: i militari bruciarono le bandiere tirolesi e i dipinti storici presenti a casa sua.
Dopo la morte della madre trascorse un periodo di tempo da una zia a Terlano. Qui era spesso a stretto contatto con molti bambini e maturò presto in lei il desiderio di diventare insegnante. Nel 1922 frequentò a Zams, nel Tirolo austriaco, il primo anno dell'Istituto magistrale. Dopo le vacanze estive, trascorse a casa in Alto Adige, le autorità fasciste le negarono il permesso di tornare in Austria per frequentare il secondo anno di studio. Confrontata con questo contraccolpo, ad Angela capitò di perdere un foglio con appuntata una poesia riguardante il Tirolo. Questa finì nelle mani delle autorità fasciste: fu chiamata a comparire dal maresciallo di Termeno e venne attaccata verbalmente. Non fu arrestata soltanto in quanto ancora minorenne. Solo dopo un anno ricevette il permesso di tornare a Zams e riuscì così a terminare gli studi.

## La sua scuola clandestina a Cortaccia e la persecuzione da parte delle autorità
A causa della situazione che si era andata a creare in Alto Adige, Angela non poté mai praticare la sua professione in maniera legale.
Nel 1923, con la riforma scolastica detta Riforma Gentile dal nome del ministro della pubblica istruzione Giovanni Gentile, cominciò la vera e propria distruzione della scuola tedesca. L'articolo 17 del R. D. 1º ottobre 1923, n. 2185 ordinava che a partire dall'anno scolastico 1923/24 in tutte le prime classi venisse insegnato soltanto l'italiano e negli anni successivi si doveva agire allo stesso modo. Nel giro di cinque anni l'insegnamento del tedesco sarebbe così sparito da tutte le scuole elementari.
Il decreto ministeriale del 22 novembre 1925 impose inoltre l'eliminazione di tutte le ore di insegnamento aggiuntivo del tedesco e poiché restava ancora la possibilità di insegnare la lingua privatamente, il 27 novembre 1925 fu emanato un decreto urgente del prefetto il quale rendeva illegale e quindi punibile anche l'insegnamento nell'ambito privato. Si era scoperta difatti, la presenza di un numero consistente di “scuole clandestine” in lingua tedesca, le Katakombenschulen, in particolare nella zona tra Bolzano e Salorno.
L'attaccamento di Angela alla popolazione locale e alla sua “Heimat”, la spinse a rendersi disponibile a tenere delle lezioni clandestine di tedesco, nonostante sapesse il rischio che correva. Per fedeltà verso i suoi ideali rinunciò anche ad un posto di lavoro sicuro che le era stato offerto da una famiglia di Bolzano. “Per amore e pietà dei bambini del paese, rinunciai a quel posto di lavoro. 30 bambini erano i bambini che venivano a casa mia e di mia zia. La cucina, la camera e il giardino erano le nostre aule. Le lezioni duravano quotidianamente fino alle 9 di sera” scriveva Angela nel suo diario. Talvolta i bambini erano costretti ad entrare e uscire anche dalle finestre per non destare sospetti.
Nonostante Angela sapesse di agire nell'illegalità, non ebbe paura a portare avanti la sua missione e quella di tanti altri insegnanti: mantenere viva la lingua e la cultura tedesca. Tenne testa anche alle accuse e minacce del Podestà di Cortaccia, Giovanni Lorenzi. Egli era di madrelingua tedesca e luogotenente sotto il regno austriaco, ma con l'avvento del fascismo accettò l'italianizzazione e aveva cambiato il suo nome (in origine Johann Lorenz). A seguito di un richiamo del Podestà che aveva scoperto la sua attività, Angela venne arrestata e rinchiusa nella prigione del vicino paese di Egna.
In prigione contrasse la tubercolosi. La sua salute fortemente precaria le permise di evitare l'isolamento a Lipari o Pantelleria. Tuttavia per la malattia trascorse gli ultimi anni della sua vita a letto e morì il 30 ottobre 1930, a soli venticinque anni.

## Il diario e le poesie
Angela annotò, durante tutta la vita, le sue esperienze ed i suoi sentimenti su di un diario. 
Durante i lunghi periodi di solitudine, tristezza e di dolore fisico passati in ospedale e a letto scrisse una lunga serie di poesie che esprimono in maniera molto chiara tutti i tormenti del suo cuore, le sue sofferenze ma anche il grande amore per la sua terra.

## Memoria
Nel 2011 la città di Bolzano ha dedicato ad Angela Nikoletti l'omonima piazza nel quartiere Oltrisarco-Aslago, presso il centro civico Rosenbach.
Nel 2012 l'amministrazione comunale vi aggiunse una targa commemorativa a Angela Nikoletti quale vittima del fascismo.